# Gagea capusii
Gagea capusii är en liljeväxtart som beskrevs av Achille Terracciano. Gagea capusii ingår i Vårlökssläktet och i familjen liljeväxter. Inga underarter finns listade.